# Kwaku Dua I. Panyin
Kwaku Dua I. Panyin (* um 1797; † 27. April 1867) war von 1834 bis 1867 Asantehene (Herrscher) des Königreichs Aschanti, das vom Beginn des 18. bis Mitte des 19. Jahrhunderts erst das zentrale, später das gesamte Gebiet des heutigen Ghanas beherrschte.
Kwaku Dua I. Panyin übernahm von seinem Vorgänger Osei Yaw Akoto ein Reich, das nach mehreren Niederlagen gegen die Briten Auflösungserscheinungen zeigte. Die Aschanti hatten die Unabhängigkeit ihrer südlichen Vasallenstaaten anerkennen müssen und sahen sich mit Unabhängigkeitsbestrebungen der nördlichen Gebiete konfrontiert. Kwaku Dua I. suchte ein friedliches Nebeneinander mit den Briten und den Ausbau der Geschäftsbeziehungen zu den mit den Briten konkurrierenden Niederlanden.
Im März 1837 unterzeichnete Kwaku Dua einen Vertrag mit dem niederländischen König Wilhelm der Niederlande, in dem er gegen die Lieferung von 2.000 Gewehren die Stellung von 1.000 Rekruten für die niederländische Kolonialarmee versprach. Die Aschanti lieferten allerdings weniger eigene Leute, als Sklaven an die Niederländer. Später rekrutierten die Niederländer auch in Elmina schwarze Soldaten nach diesem Schema, die später als Belanda Hitam (Schwarze Holländer) bekannt wurden.
1863 brach ein von Kwaku Dua nicht gewollter Krieg zwischen den Aschanti und den Briten aus. Hintergrund war ein Missverständnis bzw. die Unkenntnis der Gesetze der Aschanti durch den damaligen britischen Gouverneur der Küstenfestungen, Richard Pine. Ein Aschanti hatte einen gefundenen Goldnugget behalten, statt ihn, wie das Gesetz des Aschantireiches es vorsah, an den Asantehene abzugeben und war in ein britisches Fort geflohen. Kwaku Dua verlangte die Auslieferung seines Untertanen, doch die Briten sahen in diesem keinen Gesetzesbrecher, sondern einen Flüchtling unter ihrem Schutz und verweigerten die Auslieferung. Kwaku Dua sandte daraufhin eine Invasionsarmee an die Küste, die etliche Dörfer und Städte zerstörte und belagerte die britischen Festungen. Ein Ausbruch von Dysenterie unter den Soldaten zwang die Aschantiarmee jedoch zum Rückzug, ohne dass dieser Krieg irgendeine Entscheidung brachte.